# Nimbapanchax jeanpoli
El pez-almirante de Jeanpol es la especie Nimbapanchax jeanpoli, un pez de agua dulce de la familia de los notobránquidos, distribuido por ríos drenajes de la cabecera del río Mano, situado al norte de Liberia y este de Guinea.

## Acuariología
No tiene interés pesquero para alimentación, pero es una especie usada en acuariología con cierta importancia comercial, aunque es difícil de mantener en acuario.

## Morfología
De cuerpo alargado y rayado de colores azul y rojo, con una longitud máxima del macho de unos 5 cm.

## Hábitat y biología
Viven en aguas dulces, de conducta bentopelágica y no migrador, prefiriendo aguas de pH neutro entre 6,5 y 7,2 de entre 22 y 28 °C de temperatura.
Su hábitat son los arroyos de la sabana boscosa.